# 伊藤麗
伊藤 麗 (いとう うらら) は 日本のジャーナリストでNHKメディア総局報道局国際部記者。

## 経歴
- 民放の記者を経て、2015年4月1日 NHKに入局。初任地『NHK盛岡放送局』での地方記者を経て、放送総局報道局国際部に配属。主に東南アジア、南アジア、オセアニアを中心に取材を担当。

| スタブアイコン | サブスタブ | この項目は、まだ閲覧者の調べものの参照としては役立たない、人物に関連した書きかけの項目です。この項目を加筆・訂正などしてくださる協力者を求めています（P:人物伝/PJ:人物伝）。 |